# Eric Yuan
Eric Subrah Yuan (Tai'an, 20 de fevereiro de 1970) é um empresário bilionário norte-americano. Ele é CEOe fundador da Zoom Video Communications, da qual possui 22% das ações. Em 2020, apareceu na lista de 100 pessoas mais influentes do ano pela Time.